# 内部留保率
内部留保率 (英: retention ratio, retention rate)は、当期純利益のうち配当として支払われず利益剰余金に分配される割合。株主への還元率を示す配当性向とは対になる指標である。
内部留保率= 1−配当性向=利益剰余金/当期純利益
配当性向は、会社が支払う配当額を当期純利益で割ったもので、内部留保率と配当性向の合計は常に1となる。